# Sacarímetro

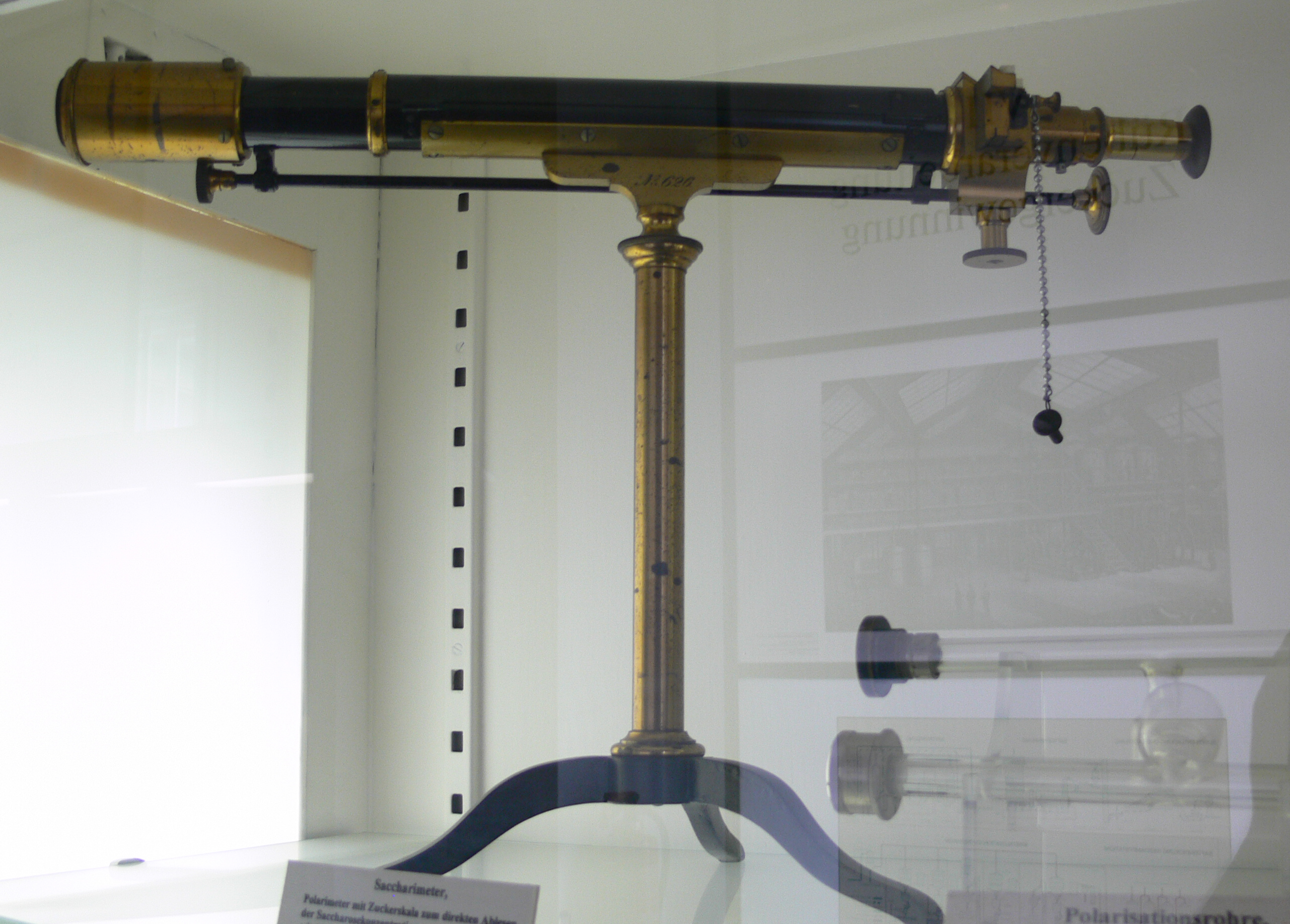
Sacarímetro óptico. Zucker-Museum (Berlín).

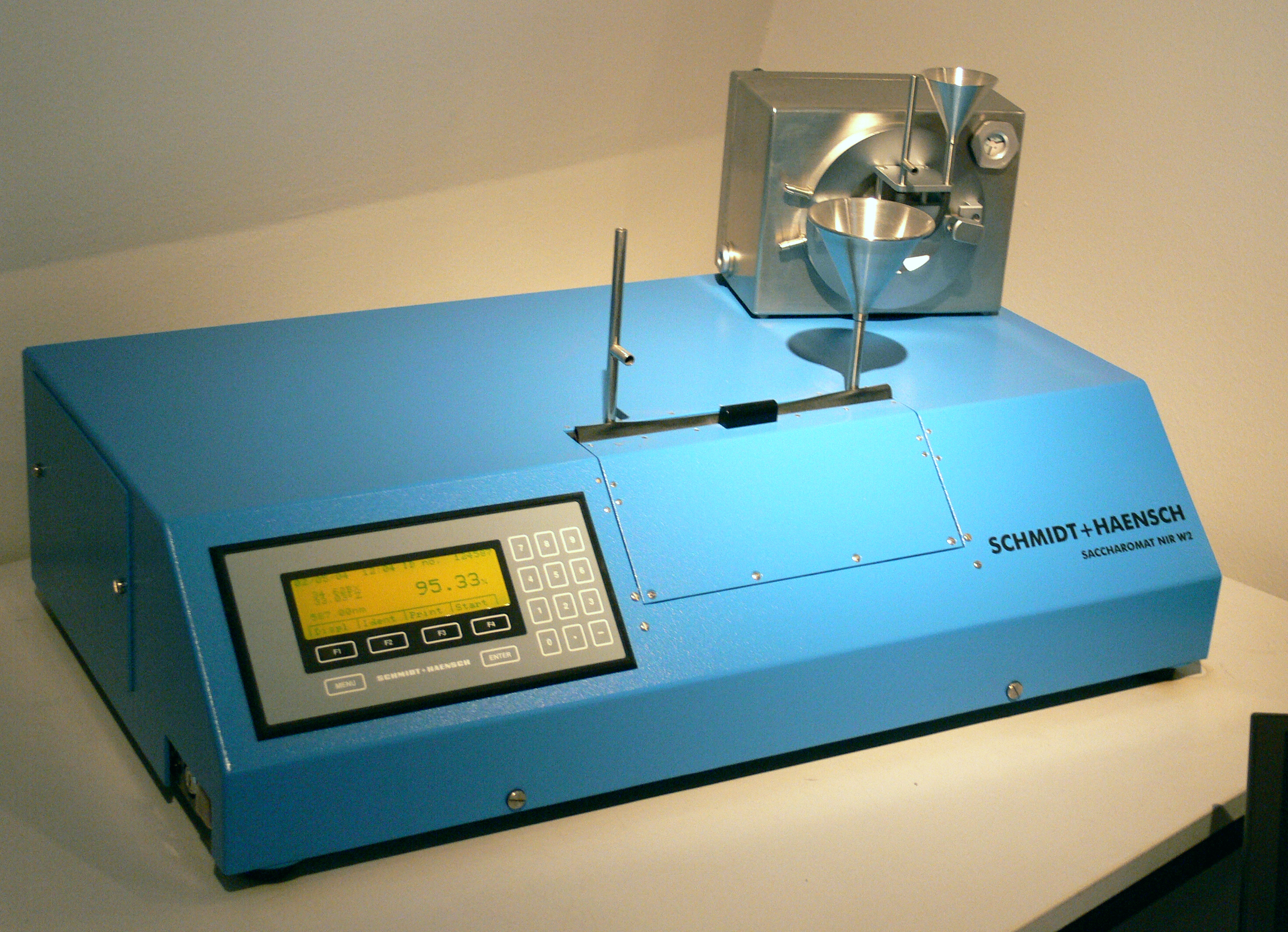
Sacarímetro digital (2004). Zucker-Museum (Berlín)

El sacarímetro es un instrumento con que se mide la concentración de azúcar en un líquido. En enología se utiliza para medir la cantidad de azúcar en el vino, pudiendo así mantener la misma concentración alcohólica.
Las lecturas del sacarimetro se expresan en grados Brix (símbolo °Bx) que sirven para determinar el cociente total de sacarosa disuelta en un líquido. Una solución de 25 °Bx contiene 25 g de azúcar (sacarosa) por 100 g de líquido. Dicho de otro modo, en 100 g de solución hay 25 g de sacarosa y 75 g de agua. 
La escala Brix es un refinamiento de las tablas de la escala Balling, desarrollada por el químico alemán Karl Balling. La escala Platón, que se utiliza sobre todo en elaboración de cerveza mide los grados Platón, también parte de la escala Balling. Se utilizan las tres, a menudo alternativamente. Sus diferencias son de importancia menor. La escala Brix se usa, sobre todo, en fabricación de zumos (jugos), de vinos de frutas y de azúcar a base de caña. La escala Balling es obsoleta, pero todavía aparece en los sacarímetros más viejos.
El sacarímetro fue inventado por el reverendo John Jellet de Cashel (1817–1888)

## Uso en física
En física el sacarímetro o analizador de penumbra, es un instrumento de medida diseñado para medir la desviación introducida en el eje de vibración de la luz linealmente polarizada al atravesar una sustancia ópticamente activa. El sacarímetro mide la concentración de azúcar indirectamente, utilizando la propiedad de la sacarosa que debido a su estructura molecular, hace rotar el plano de polarización de la luz que pasa a través de ellas en función de su concentración en las disoluciones. La rotación del plano de polarización cuando se observa la luz incidente puede ser a la derecha (sentido horario) o a la izquierda (sentido antihorario).